# Adolf Kita
Adolf Kita (ur. 6 września 1914, zm. 12 sierpnia 2003 w Warszawie) – polski prawnik, dyplomata i polityk, poseł na Sejm Ustawodawczy oraz na Sejm PRL I kadencji.

## Życiorys
Syn Piotra. Z wykształcenia był prawnikiem, z zawodu pracownikiem spółdzielczym.
Podczas II wojny światowej był komendantem podokręgu A Tarnopol w ramach Okręgu Lwów Batalionów Chłopskich.
Z ramienia Stronnictwa Ludowego pełnił mandat poselski na Sejm Ustawodawczy z okręgu nr 32 Leszno, a następnie posła na Sejm PRL I kadencji z okręgu nr 18 Kalisz; w 1949 wraz z SL wstąpił do Zjednoczonego Stronnictwa Ludowego. W latach 1963–1967 był kierownikiem placówki dyplomatycznej PRL w Chicago.
Pochowany na cmentarzu Wojskowym na Powązkach (kwatera D37-3-17).

## Ordery i odznaczenia
- Order Krzyża Grunwaldu III klasy (12 czerwca 1946)[3]
- Krzyż Oficerski Orderu Odrodzenia Polski (6 kwietnia 1955)[4]